# 新西蘭管燧鯛
新西蘭管燧鯛輻鰭魚綱金眼鯛目燧鯛亞目燧鯛科的其中一種，分布於西南太平洋的澳洲及紐西蘭海域，棲息深度30-100公尺，體具發光器官，夜行性，以魚類、甲殼類及烏賊為食。

## 擴展閱讀
維基物種上的相關：新西蘭管燧鯛